# 卷盔鯊
卷盔鯊（學名：Cirrhigaleus asper），又名卷角鯊，是角鯊科下的一種鯊魚。牠們分佈在北緯35°至南緯35°水深200-600的海域。牠們可以長達1.2米。
卷盔鯊是重型的鯊魚，其吻圓而鈍，外皮上有小齒突起，身體沒有斑點，第一背鰭的位置較胸鰭後。牠們出沒於上大陸棚及島基台，以硬骨魚及魷魚為食物。
卷盔鯊的背部呈灰色或褐色，腹部較淺色，鰭有白邊。幼鯊則呈褐色。
卷盔鯊是卵胎生的，每胎約有21-22頭幼鯊。